# OÖ Wasser Genossenschaftsverband
Der OÖ Wasser Genossenschaftsverband (kurz OÖ WASSER) wurde 1946 per Beschluss des Oberösterreichischen Landtages als Dachverband der oberösterreichischen Wassergenossenschaften gegründet.

## Mitglieder
Der Verband hat ca. 2000 Mitglieder (davon ca. 1100 Wasserversorgungsgenossenschaften). Die oberösterreichischen Wassergenossenschaften versorgen ca. 200.000 Einwohner mit Trinkwasser.
Neben den Wassergenossenschaften zur Trinkwasserversorgung sind ca. 250 Abwassergenossenschaften, ca. 540 Entwässerungsgenossenschaften und 1 Bewässerungsgenossenschaft beim Verband.
Neben Trinkwassergenossenschaften mit eigenen Wassergewinnungsanlagen (Brunnen und/oder Quellen) gibt es auch Genossenschaften, die Trinkwasser von einem anderen Betreiber beziehen und in einem eigenen Leitungsnetz an die Mitglieder verteilen. Auch im Abwasserbereich unterscheidet man zwischen Anlagen mit eigener (Klein-)Kläranlage und jenen, die Abwasser sammeln und zu einem anderen Betreiber ableiten (z. B. an eine andere Wassergenossenschaft oder eine Gemeinde).
Nicht selten gibt es in einer Gemeinde mehrere Wassergenossenschaften, die vorwiegend in Siedlungen und Ortsteilen die Infrastruktur zur Trinkwasserversorgung und/oder Abwasserbeseitigung errichten und betreiben, im Hauptort bzw. Zentrum der Gemeinde betreibt die Gemeinde oft selbst eine kommunale Trinkwasserversorgung und/oder eine kommunale Abwasserbeseitigung. Es gibt jedoch auch einige Gemeinden, in denen Wassergenossenschaften auch die Hauptorte Ver- bzw. Entsorgen. Beispiele im Wasserversorgungsbereich dazu sind Seewalchen am Attersee, Neuhofen an der Krems, Sarleinsbach, Putzleinsdorf, Walding, Oberneukirchen, Zwettl an der Rodl, Tragwein, Pabneukirchen, Bad Goisern, Pinsdorf, Ried in der Riedmark oder Bad Leonfelden, wo relativ große Wassergenossenschaften tätig sind. Wassergenossenschaften können sich ab 3 Interessenten (Anschlüssen) bilden und werden durch Anerkennung der Wasserrechtsbehörde eine Körperschaft öffentlichen Rechtes. In OÖ hat die größte Wassergenossenschaft Neuhofen an der Krems ca. 2300 Mitglieder und versorgt ca. 7000 Personen.

## Aufgaben
- Interessenvertretung (z. B. in Normen- und Richtlinien-Gremien)
- Beratung (technisch, rechtlich, wirtschaftlich, organisatorisch)
- Technische Unterstützung durch Serviceleistungen
- Schulungen (z. B.: Ausbildung zum Wasserwart, Schulung für Obleute, Kassiere,...)
- Anlagenaufsicht (Fremdüberprüfung gem. §134 WRG 1959)
- Zuteilung von Fördermitteln
- Gemeinsame Ausschreibungen (z. B.: Trinkwasseruntersuchungen)
- Gemeinsamer Einkauf (z. B.: Wasserzähler)
- Hilfe in Not- und Katastrophenfällen
- Zusammenarbeit mit anderen Dachverbänden und Interessenvertretungen